# Jagsttalbahn
| |                     |                          |                          |
| Streckennummer: | 9490                |                          |                          |
| Kursbuchstrecke (DB): | 778 (bis 1988)      |                          |                          |
| Kursbuchstrecke: | 322d (1946)         |                          |                          |
| Streckenlänge: | 39,1 km             |                          |                          |
| Spurweite: | 750 mm (Schmalspur) |                          |                          |
| Maximale Neigung: | 10 ‰                |                          |                          |
| Minimaler Radius: | 65 m                |                          |                          |
| |                     |                          |                          |
| \| \| \| von Stuttgart \| \| \| \| 0,0 \| Möckmühl \| Möckmühl \| \| \| \| nach Würzburg \| \| \| \| 2,4 \| Ruchsen \| Ruchsen \| \| \| 7,6 \| Widdern \| Widdern \| \| \| 11,0 \| Olnhausen \| Olnhausen \| \| \| 14,3 \| Jagsthausen \| Jagsthausen \| \| \| 18,5 \| Berlichingen \| Berlichingen \| \| \| 20,5 \| Schöntal \| Schöntal \| \| \| 23,0 \| Bieringen (Jagst) Hp \| Bieringen (Jagst) Hp \| \| \| 23,2 \| Bieringen (Jagst) \| Bieringen (Jagst) \| \| \| 26,0 \| Westernhausen \| Westernhausen \| \| \| 28,1 \| Winzenhofen \| Winzenhofen \| \| \| 29,5 \| Marlach \| Marlach \| \| \| 31,0 \| Gommersdorf \| Gommersdorf \| \| \| 33,5 \| Krautheim \| Krautheim \| \| \| 35,4 \| Assamstadt-Horrenbach \| Assamstadt-Horrenbach \| \| \| 37,0 \| Klepsau \| Klepsau \| \| \| 38,3 \| derzeitiges Streckenende \| derzeitiges Streckenende \| \| \| 39,1 \| Dörzbach \| Dörzbach \| |                     |                          |                          |
| Strecke |                     | von Stuttgart            | von Stuttgart            |
| Bahnhof | 0,0                 | Möckmühl                 | Möckmühl                 |
| Abzweig ehemals geradeaus und nach links |                     | nach Würzburg            | nach Würzburg            |
| Haltepunkt / Haltestelle (Strecke außer Betrieb) | 2,4                 | Ruchsen                  | Ruchsen                  |
| Bahnhof (Strecke außer Betrieb) | 7,6                 | Widdern                  | Widdern                  |
| Haltepunkt / Haltestelle (Strecke außer Betrieb) | 11,0                | Olnhausen                | Olnhausen                |
| Bahnhof (Strecke außer Betrieb) | 14,3                | Jagsthausen              | Jagsthausen              |
| Haltepunkt / Haltestelle (Strecke außer Betrieb) | 18,5                | Berlichingen             | Berlichingen             |
| Bahnhof (Strecke außer Betrieb) | 20,5                | Schöntal                 | Schöntal                 |
| Haltepunkt / Haltestelle (Strecke außer Betrieb) | 23,0                | Bieringen (Jagst) Hp     | Bieringen (Jagst) Hp     |
| Bahnhof (Strecke außer Betrieb) | 23,2                | Bieringen (Jagst)        | Bieringen (Jagst)        |
| Bahnhof (Strecke außer Betrieb) | 26,0                | Westernhausen            | Westernhausen            |
| Haltepunkt / Haltestelle (Strecke außer Betrieb) | 28,1                | Winzenhofen              | Winzenhofen              |
| Bahnhof (Strecke außer Betrieb) | 29,5                | Marlach                  | Marlach                  |
| Haltepunkt / Haltestelle (Strecke außer Betrieb) | 31,0                | Gommersdorf              | Gommersdorf              |
| Bahnhof (Strecke außer Betrieb) | 33,5                | Krautheim                | Krautheim                |
| Haltepunkt / Haltestelle (Strecke außer Betrieb) | 35,4                | Assamstadt-Horrenbach    | Assamstadt-Horrenbach    |
| Haltepunkt / Haltestelle (Strecke außer Betrieb) | 37,0                | Klepsau                  | Klepsau                  |
| | 38,3                | derzeitiges Streckenende | derzeitiges Streckenende |
| Kopfbahnhof Streckenende | 39,1                | Dörzbach                 | Dörzbach                 |

Die Jagsttalbahn ist eine 39,1 Kilometer lange eingleisige und zwischen 1988 und 2021 nicht betriebene Schmalspurbahn mit einer Spurweite von 750 Millimetern im Norden Baden-Württembergs.
Zwischenzeitlich wurde die Schmalspurbahn von der Deutschen Eisenbahn-Betriebs-Gesellschaft (DEBG), später der Südwestdeutschen Eisenbahn-Gesellschaft mbH (SWEG) betrieben. Ab Oktober 1970 begann die Deutsche Gesellschaft für Eisenbahngeschichte (DGEG) in Möckmühl einen Lokschuppen zu bauen und konnte in Zusammenarbeit mit der SWEG einen Museumszugbetrieb mit ihrer Dampflokomotive Helene betreiben.
Das Bestreben zur Wiederinbetriebnahme begann nach 33 Jahren am 21. November 2021 mit der Eröffnungsfahrt, nun unter Führung der Jagsttalbahnfreunde e. V. auf einem ersten Streckenabschnitt in Dörzbach ihren Anfang.
Die Jagsttalbahn ist zusammen mit dem Öchsle (ehem. DB-Schmalspurbahn Biberach (a. d. Riß) – Warthausen – Ochsenhausen) die letzte erhaltene der einst zahlreichen württembergischen 750-mm-Schmalspureisenbahnen.

## Streckenverlauf
Die Eisenbahnstrecke führt entlang der Jagst vom Bahnhof Möckmühl im Landkreis Heilbronn nach Dörzbach im Hohenlohekreis. Zwischen Möckmühl und Widdern wurde die Strecke in den Jahren 1997/1998 zwecks Einrichtung eines Bahntrassenradwegs abgebaut. Dabei wurden in Möckmühl auch die beiden Brücken über die Jagst und die Seckach entfernt. Die alte Bahntrasse ist allerdings bis heute als Bestandteil des Gesamtdenkmals Jagsttalbahn geschützt und nicht überbaut.

## Geschichte
Dem Betrieb der Jagsttalbahn ging die Eröffnung des Eisenbahnbetriebs im unteren Jagsttal von Jagstfeld nach Osterburken im Jahr 1869 voraus. In den Folgejahren wurde der Wunsch nach dem Anschluss des mittleren Jagsttals an diese normalspurige Trasse laut, was aber nicht realisiert werden konnte. Die mittleren Jagsttalgemeinden beschlossen darauf 1888 erstmals den Bau einer schmalspurigen Lokalbahn. Die Ausführung der geplanten Dampfstraßenbahn von Züttlingen über Dörzbach nach Mergentheim wurde jedoch im Mai 1889 von der Württembergischen Eisenbahnverwaltung zunächst abgelehnt.
1892 wurden von der badischen und der württembergischen Regierung doch noch Geldmittel für eine solche Route in Aussicht gestellt, so dass man das Berliner Unternehmen Vering & Waechter mit der Planung des Projektes betraute. Die Stadt Bad Mergentheim war nicht an dem Bahnprojekt interessiert, so dass die Planung nur eine Stichbahn bis Dörzbach vorsah. Der Ausgangspunkt der Bahn wurde zudem von Züttlingen ins größere Möckmühl verlegt, wo Anschluss an die Strecke Heilbronn–Lauda bestand. Von der Dampfstraßenbahn kamen die Planer zu Gunsten einer Schmalspurbahn mit eigener Trasse ab. Am 10. Februar 1898 wurde der Staatsvertrag zwischen dem Königreich Württemberg und dem Großherzogtum Baden über den Bau der Strecke abgeschlossen, Baubeginn war im Juni 1899. Für den Bau wurde ein Konsortium gebildet, dem die Mitteldeutsche Kreditanstalt zu Berlin, ein Geheimrat Baron von Cohn sowie das Unternehmen Vering & Waechter angehörte. Den eigentlichen Bau der Strecke erledigten überwiegend italienische Gastarbeiter. Die Ausführung des Streckenbaus sollte die 1897 veranschlagten Kosten von rund 1,9 Millionen Reichsmark um rund zehn Prozent übersteigen, da sich die örtlichen Grundstückseigentümer als zähe Verhandlungspartner erwiesen.

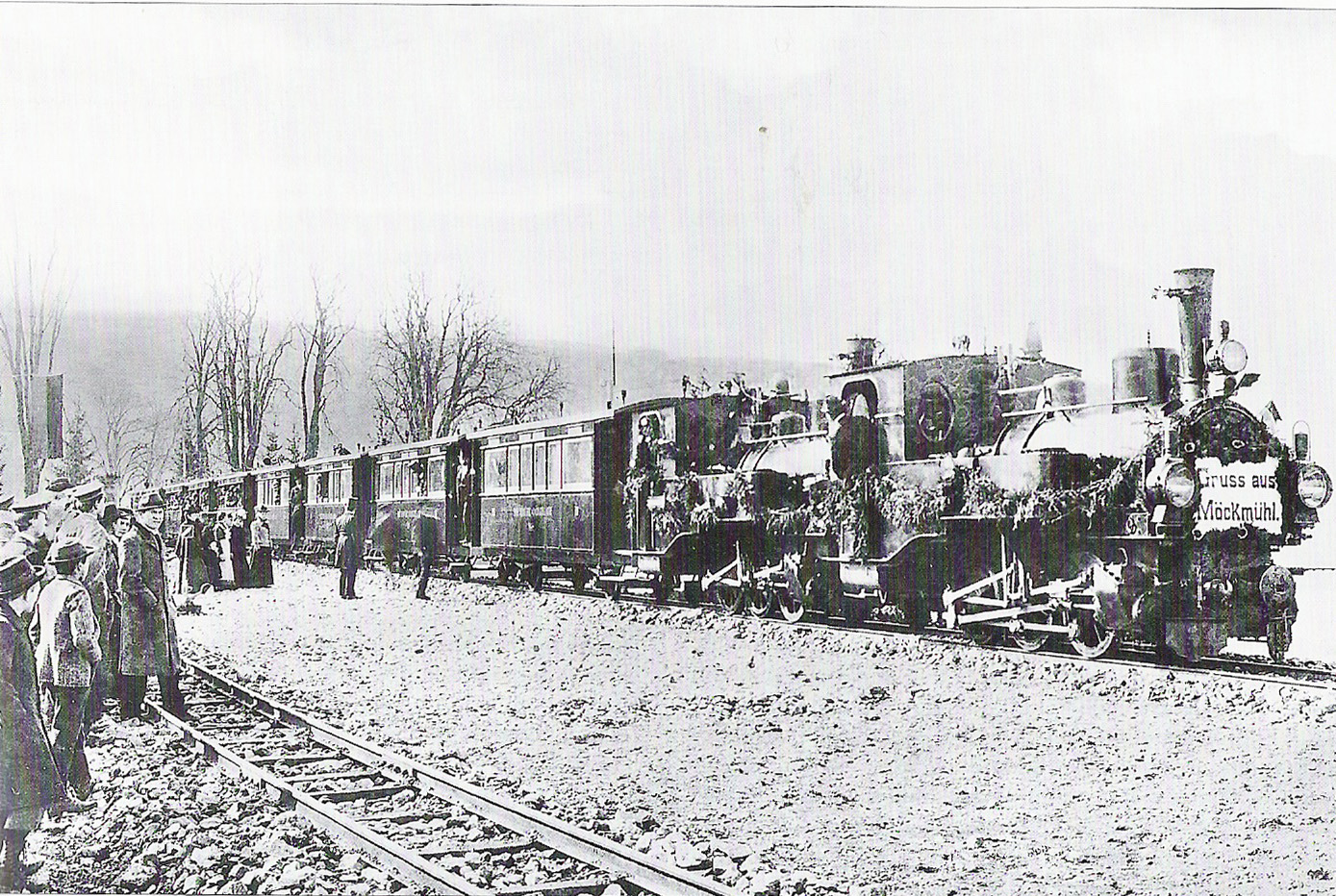
Eröffnungszug am 13. März 1901 in Schöntal

Die Inbetriebnahme der Strecke war für den 10. Dezember 1900 geplant. Da es jedoch zu mehreren Erdrutschen längs der Strecke gekommen war, wurde die Strecke vorerst nur für Güterverkehr freigegeben, der ab 18. Dezember 1900 planmäßig verkehrte. Am 13. März 1901 wurde schließlich auch der Personenverkehr aufgenommen.
Die Jagsttalbahn war seit jeher Privatbahn, zunächst unter der Verwaltung der Eisenbahn-Bau- und Betriebsgesellschaft Vering & Waechter GmbH & Co. KG, welche die Bahn auch mit erbaut hatte, und die zu diesem Zweck eine Betriebsabteilung in Karlsruhe unterhielt. Ab 1918 war die Bahn im Besitz der Deutschen Eisenbahn-Betriebsgesellschaft. Als diese die Stilllegung ihrer süddeutschen Klein- und Nebenbahnen anstrebte, wurde die Bahn am 1. Januar 1963 von der am 10. Dezember 1962 als Auffanggesellschaft gegründeten Südwestdeutschen Verkehrs-Aktiengesellschaft (SWEG) übernommen, die ihren Sitz anfangs in Ettlingen, danach in Lahr hatte und die im Herbst 1971 mit der Mittelbadischen Eisenbahnen AG (MEG) fusionierte.
Bis 1951 gab es Güter- und Personenverkehr auf der Strecke. Der stets im Vergleich zum Güterverkehr unbedeutende Personenverkehr endete zunächst am Ende jenes Jahres. Am 9. Januar 1967 wurde er für den Schülerverkehr mit zugekauften Fahrzeugen der Rhein-Sieg Eisenbahn, der Kreisbahn Osterode-Kreiensen und der Bottwartalbahn wieder aufgenommen.

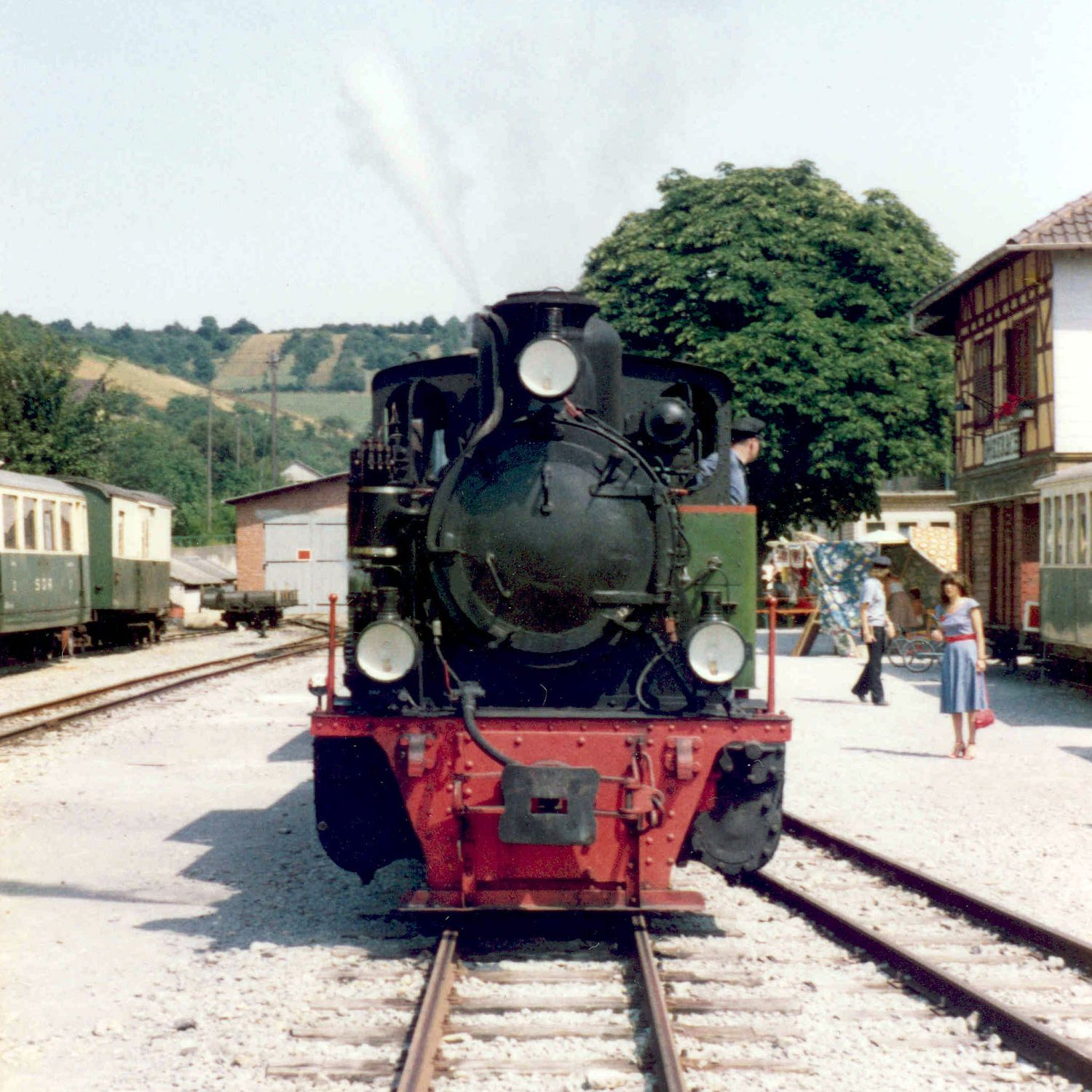
Abfahrbereiter Museumszug in Dörzbach (Juli 1983)

1971 richtete die Deutsche Gesellschaft für Eisenbahngeschichte (DGEG) in Zusammenarbeit mit der SWEG einen der ersten Museumsbahn-Betriebe in Deutschland ein. Es verkehrten mit Dampflokomotiven bespannte Züge nach festem Plan sowie Sonderzüge auf Bestellung. Der Schülerverkehr blieb bis 1979 bestehen und musste dann aufgrund der Umgestaltung des Nahverkehrs in der Region Hohenlohe, die fortan eine vollständige Busbedienung vorsah, auf die Straße verlagert werden.
Der Güterverkehr, der auf Rollböcken abgewickelt wurde, blieb auf der Schiene erhalten. In den letzten Betriebsjahren wurden hauptsächlich Zuckerrüben und Kunstdünger für die Lagerhäuser in Marlach, Krautheim und Dörzbach transportiert. Die Zuckerrübenbeförderung wurde Ende 1986 aufgegeben, womit die Jagsttalbahn ihr Haupttransportgut verloren hatte.
Am 23. Dezember 1988 wurde der Gesamtbetrieb wegen Oberbaumängeln eingestellt; zu einer förmlichen Stilllegung kam es allerdings nie.

## Bestrebungen zur Wiederinbetriebnahme

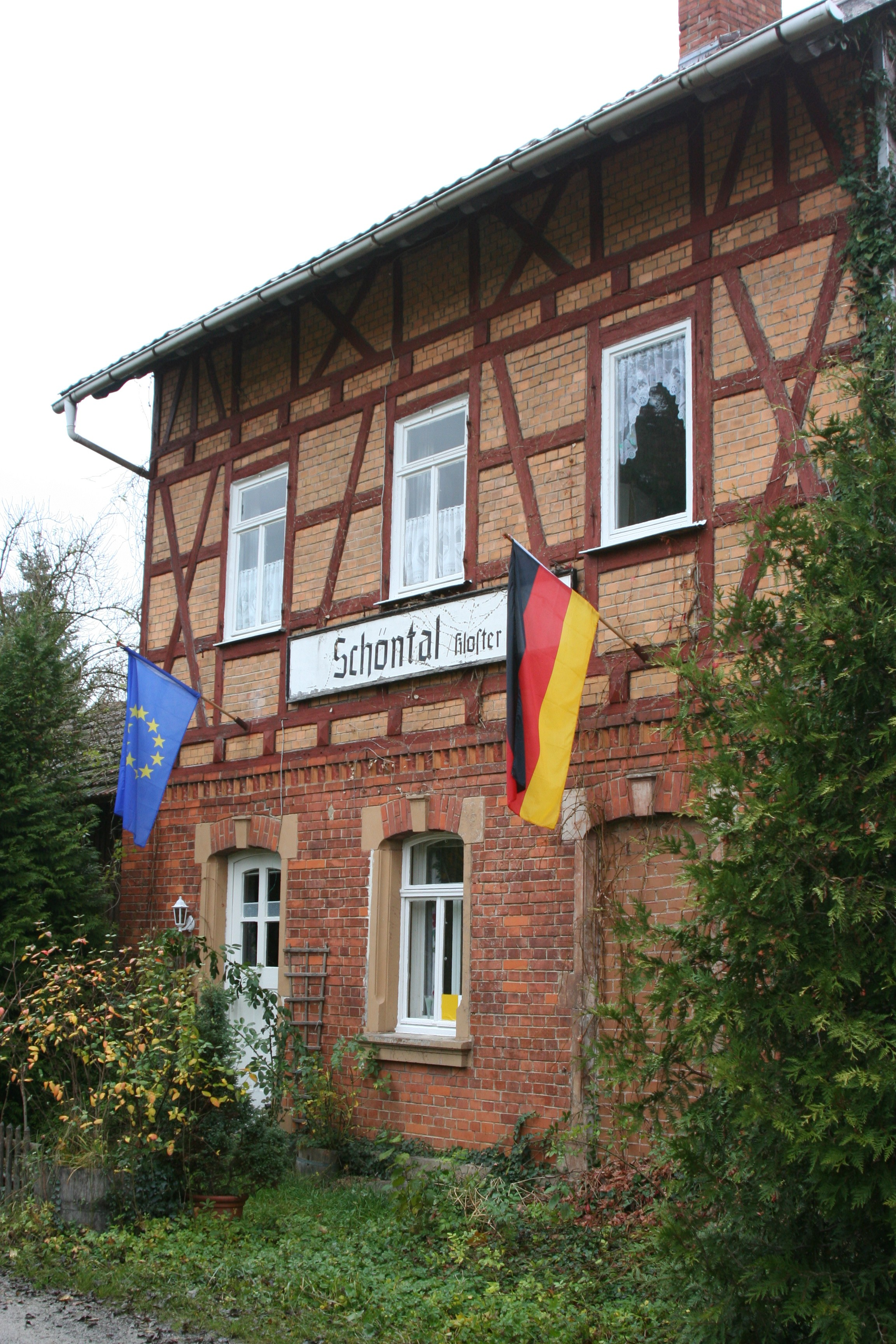
Ehemaliger Schöntaler Bahnhof am Kloster Schöntal

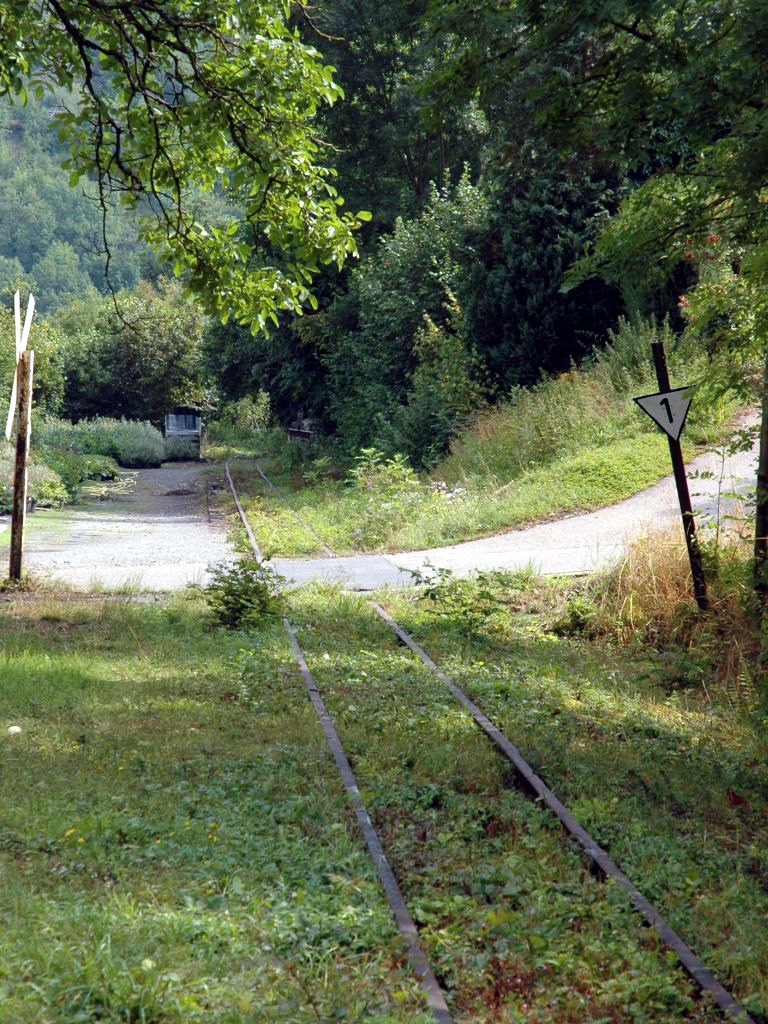
Strecke in Widdern (Juli 2008)

Die Gemeinden Dörzbach und Krautheim gründeten im Jahr 2000 die Jagsttalbahn AG, der in den folgenden Jahren Grundstücke und historische Fahrzeuge übergeben wurden, um einerseits die denkmalgeschützte Sachgesamtheit aller die Jagsttalbahn betreffenden Einrichtungen zu bewahren und andererseits auf eine Wiederinbetriebnahme der Strecke hinzuarbeiten.
Anfang des Jahres 2002 übergab die SWEG der Jagsttalbahn AG die in ihrem Eigentum stehenden Fahrzeuge. Im Mai 2004 gingen die Liegenschaften der Jagsttalbahn von der SWEG auf die Belegenheitsgemeinden über, die diese in der weiteren Folge der Jagsttalbahn AG für die wieder in Betrieb zu nehmenden Abschnitte übertragen wollten.
Am 13. Juli 2004 wurde die Jagsttalbahn AG in das Handelsregister Schwäbisch Hall (HRB 775K) eingetragen, nachdem mit der Übergabe der betriebsnotwendigen Grundstücke der alten Jagsttalbahn auf die Jagsttalgemeinden die formalen Voraussetzungen dazu gegeben waren. Mit Wirkung vom 15. August 2004 erhielt die Gesellschaft die Zulassung als Eisenbahninfrastrukturunternehmen gemäß §6 Allgemeines Eisenbahngesetz.
Damit waren alle wichtigen Voraussetzungen für den Wiederaufbau des ersten Streckenabschnitts zwischen Dörzbach und Krautheim geschaffen, den die neue Jagsttalbahn AG gemeinsam mit dem Jagsttalbahnfreunde e. V. und den Gemeinden nun bewältigen wollte.
Seit dem Frühjahr 2005 wurden der Bahnhof Dörzbach renoviert und die Schuppen nebst technischer Einrichtung instand gesetzt. Im Inneren des Bahnhofs wurden alte Farbschichten vorsichtig freigelegt, um die originale Farbgebung der Räume aus der Frühzeit der Jagsttalbahn rekonstruieren zu können. Auch die Türen und einiges an Einrichtung inklusive des originalen Fahrkartenschalters konnten aufgearbeitet werden.
Am 2. Februar 2006 hob jedoch der Krautheimer Gemeinderat alle zuvor getroffenen positiven Beschlüsse zur Jagsttalbahn auf und lehnte eine finanzielle Beteiligung an der Streckensanierung ab. Die Jagsttalbahnfreunde e. V. wollen das Projekt jedoch weiter verfolgen und nach anderen Finanzierungsmöglichkeiten Ausschau halten.
Am 13. April 2007 fand ein Gespräch mit Vertretern des Landkreises Hohenlohe und der fünf Anliegergemeinden Dörzbach, Krautheim, Schöntal, Jagsthausen und Widdern statt, in dem das zukünftige Vorgehen abgestimmt werden sollte. Man einigte sich darauf, dass eine Wiederinbetriebnahme von der Zustimmung aller Beteiligten abhängig sei. Während sich die Gemeinden Dörzbach, Jagsthausen und Widdern sowie die beteiligten Kreise Hohenlohe und Heilbronn für die Wiederinbetriebnahme der Strecke aussprachen, entschieden sich die Gemeinden Schöntal und vor allem Krautheim nach einem Vierteljahr endgültig gegen eine Wiederinbetriebnahme.
Im Juli 2010 bewilligte der Kreistag einen Zuschuss für die Wiederaufnahme des Betriebes in Höhe von 516.000 Euro, der zu Pfingsten 2012 zwischen Widdern und Jagsthausen erfolgen sollte. Auch Fördergelder aus europäischen Programmen waren bereits beantragt und bewilligt. Infolge heftiger Kontroversen innerhalb der Stadt Widdern scheiterte das Projekt jedoch, nachdem der Gemeinderat der Stadt Widdern auf seiner Sitzung am 7. Dezember 2010 noch einer Nachfinanzierung in Höhe von 127.000 Euro zugestimmt hatte.

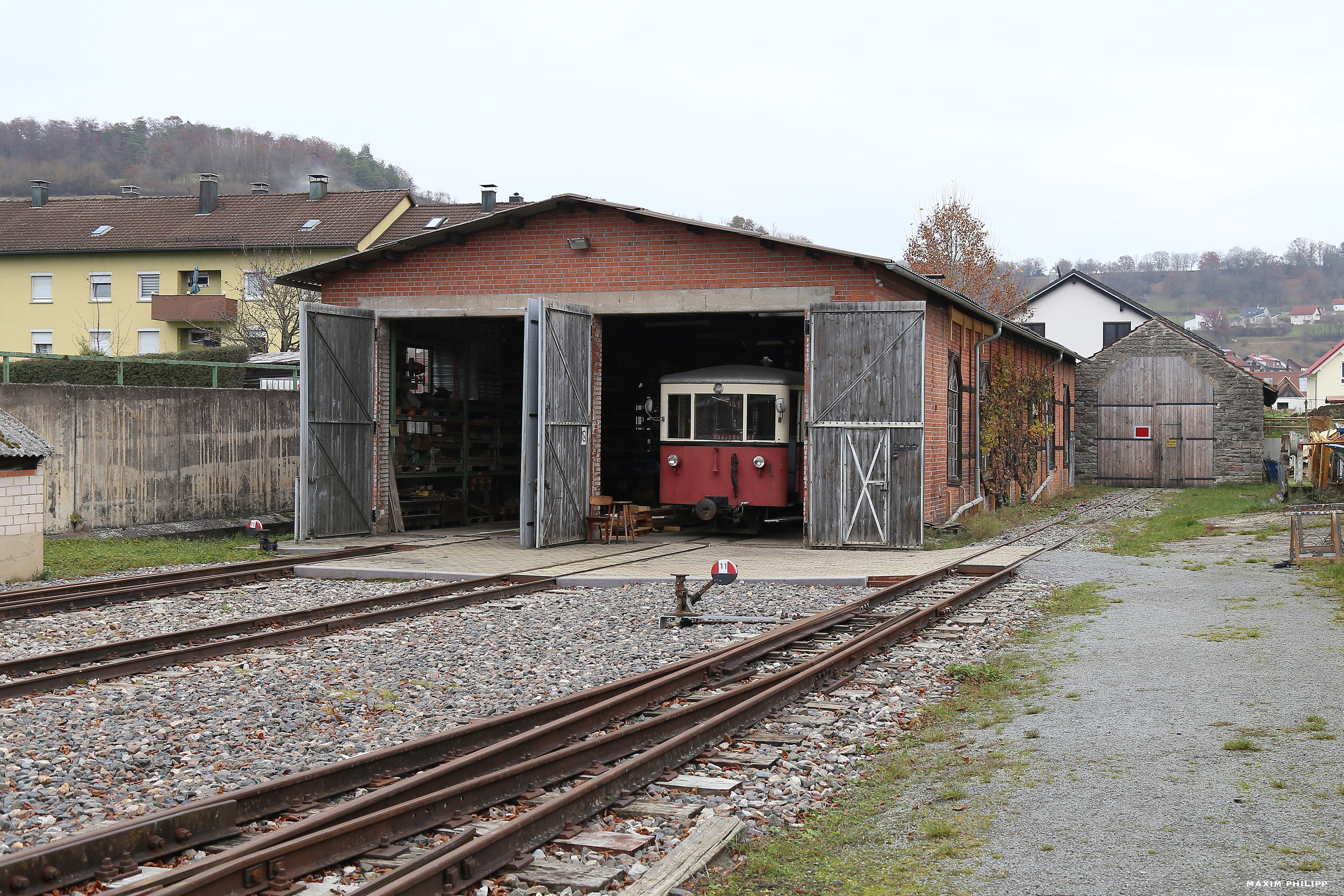
Renovierter Lokschuppen am Bahnhof Dörzbach mit Triebwagen VT 303 (November 2021)

In einem am 10. Juli 2011 in Widdern durchgeführten Bürgerentscheid stimmten 55,7 Prozent der Teilnehmer gegen die vom Gemeinderat unterstützten Pläne zur Wiederaufnahme des Betriebes zwischen Widdern und Jagsthausen. Die Wahlbeteiligung lag bei rund 62 Prozent.

## Wiederinbetriebnahme

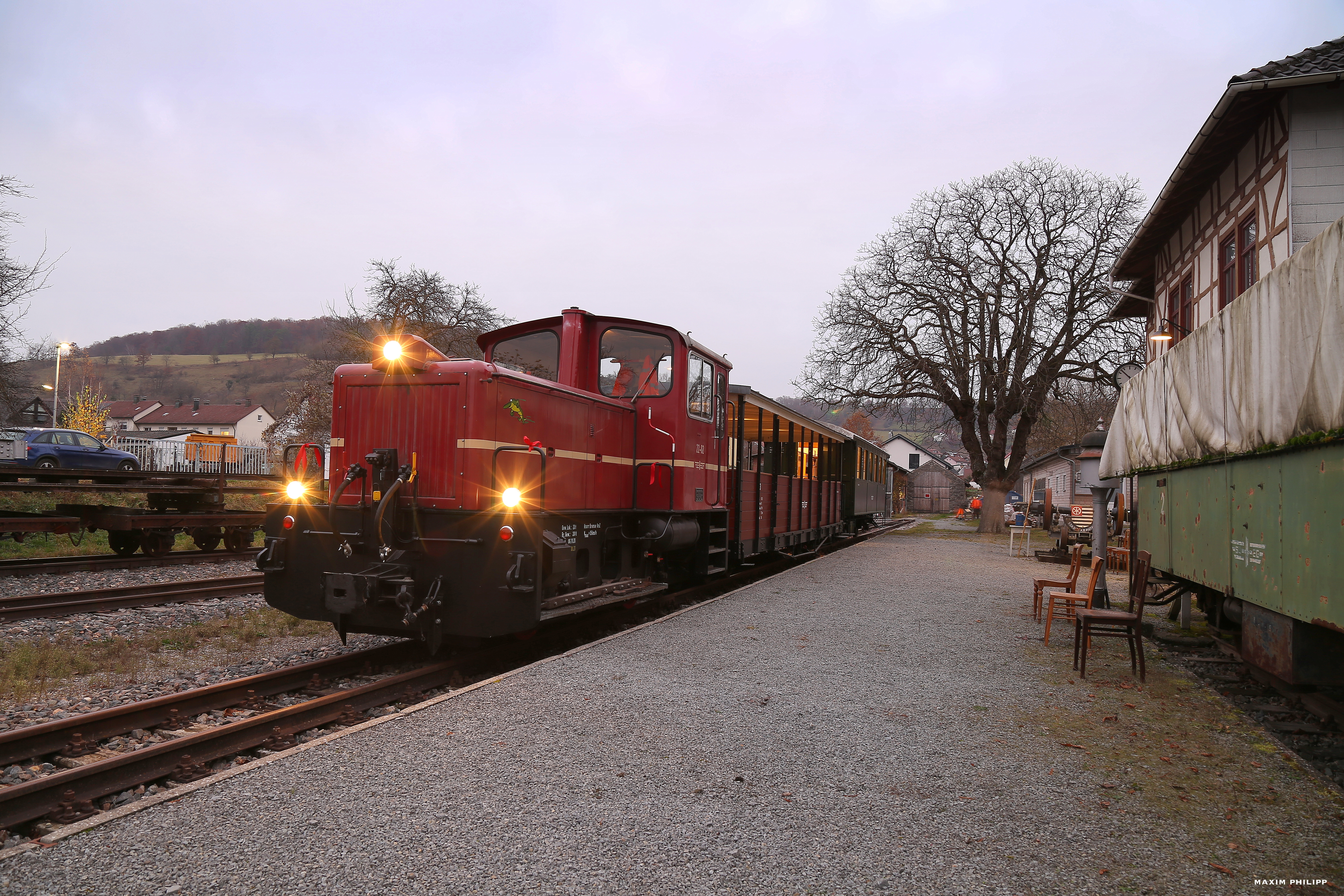
Museumszug mit Lokomotive 22-02 am Wiedereröffnungswochenende im November 2021

Der Verein Jagsttalbahnfreunde e. V. konzentriert sich auf den Wiederaufbau der Bahnanlagen im Bahnhof Dörzbach und auf die Unterstützung der Wiederinbetriebnahmebemühungen der Anliegergemeinden Widdern und Jagsthausen. Am 21. November 2021 fand die Eröffnungsfahrt auf dem ersten Streckenabschnitt in Dörzbach statt, wo der Bahnhof und ein circa 600 m langes Streckenstück wiederhergestellt wurden. Zum derzeit betriebsbereiten Museumszug gehört die originale SWEG-Diesellokomotive 22-02, der offene Sommerwagen M-D 113 (ehem. gedeckter Güterwagen), der Barwagen 371 (ehem. SZB / Schweiz) sowie der Flachwagen M-D 435 (ehem. Heeresfeldbahn) und ab Anfang 2023 der originale Pack-Postwagen M-D 89.
Ab Herbst 2022 wurde die Strecke Richtung Klepsau bis zur Marie-Curie-Straße wieder aufgebaut und am 11. Mai 2024 eröffnet. Nächstes Ziel ist die Erreichung des Bahnhofes Klepsau.

## Film
- Eisenbahn-Romantik, Folge 243: Die Jagsttalbahn, (SWR)[7]